# Drug carrier
Con il termine anglosassone drug carrier (lett. portatore di farmaco) si intende una qualsiasi sostanza che serve come meccanismo in grado di migliorare la somministrazione e l'efficienza dei farmaci. I drug carrier vengono utilizzati in diversi sistemi di somministrazione farmacologica quali:
- la tecnologia per il rilascio controllato per prolungare in vivo l'azione del farmaco;
- la diminuzione del metabolismo del farmaco e
- la riduzione della tossicità del farmaco.

I drug carrier sono usati anche nei progetti realizzati per aumentare l'efficacia della somministrazione farmacologica a livello topico dove si intende far svolgere in modo preciso l'azione farmacologica.

## Inanocarrier
I nanocarrier sono delle nanoparticelle, quindi sono caratterizzati da dimensioni che vanno, tipicamente da 1 a 100 nm. Sono utilizzati nella nanomedicina per incapsulare i vaccini o farmaci in modo tale che essi agiscano in modo più efficace sulle cellule dell’infezione e in modo tale da ridurre gli effetti collaterali. Oltre a ciò possono anche essere usate per vedere i meccanismi con cui le infezioni virali si diffondono e i meccanismi correlati.
Questi nanomateriali possono essere modificati in modo tale da interfacciarsi nel modo migliore in un ambiente biologico, ad esempio in modo tale da portare a una risposta naturale del sistema immunitario in seguito ad un’infezione virale.
L’uso di nanocarrier ha vari vantaggi:
1. Migliorare la solubilità di certi farmaci
2. Rilascio controllato a lungo termine dei farmaci (es. vaccini che devono fornire protezione contro il patogeno per un lungo periodo)
3. Possibilità di distribuire macromolecole protette, dal decadimento dovuto al sistema immunitario
4. Diminuzione degli effetti collaterali
5. Miglioramento della internalizzazione dei farmaci nelle cellule
6. Capacità di colpire cellule specifiche

I vaccini somministrati sotto forma di nanoparticelle sono molto efficienti, poiché riescono ad arrivare nei nodi linfatici, dove si ha di solito l’accumulo di virus. Essi hanno le seguenti caratteristiche:
1. Incapsulare gli antigeni in modo tale che non si degradino velocemente
2. Incapsulamento simultaneo di antigeni e agenti immunostimolatori, in modo da avere un’efficienza del vaccino migliore.[1]

### Classificazione deinanocarrier
I nanocarrier possono essere:
- Particelle inorganiche, basate su uso di oro (materiale inerte), silicio o carbonio. Sono materiali con i quali possiamo creare forme diverse
- Particelle polimeriche, possono essere di natura sintetica o naturale: sono vescicole solide sulle quali gli antigeni possono essere attaccati alla superficie o trovarsi all’interno. Un loro vantaggio è la buona capacità di rilascio controllato. Il polimero più utilizzato nelle applicazioni biomediche è il PLGA (Poly lactic-co-glycolic acid). Il polimero che si usa nella formulazione della particella influenza molto la sua struttura, le proprietà e le applicazioni.
- Proteine auto-assemblanti (es. micelle)
- Particelle virus-like, si usano le proteine virali per implementare il nanocarrier
- Liposomi o nano particelle lipidiche: vescicole sferiche basate su un doppio strato fosfolipidico e un interno acquoso. Sono capaci di comportarsi in modo simile a un composto virale.
- Esosomi, vescicole rilasciate dalla cellula in seguito a fusione di componenti multivescicolari con la membrana plasmatica

Essi possono essere somministrati in diverse maniere: iniezioni sub-cutanee o muscolari, o per via orale o intra-nasale.

## Esempi
I drug carrier capaci di biodegradabilità comprendono:
- Liposomi
- Microsfere di acido poli(lattico-co-glicolico) di polimero biodegradabile
- Microsfere di Albumina
- Polimeri sintetici (solubili)
- Complessi proteici del DNA
- Proteine coniugate e
- Eritrociti